# Buket Teukuh
Buket Teukuh is een bestuurslaag in het regentschap Aceh Timur van de provincie Atjeh, Indonesië. Buket Teukuh telt 912 inwoners (volkstelling 2010).